# Bärtil
Bärtil är ett barnprogram som handlar om fåret Bärtil, spelad av Joachim Thibblin. Övriga figurer är Isa Gris, Älgen, Kråk-Fia, Pudeln Pipsa, Rune Berg och Holly Gong. Programmet hade premiär den hösten 2003. Det 200:de avsnittet sändes 18 maj 2011.